# Darmstadt (Indiana)
Pour la ville allemande, voir Darmstadt.
La ville  de Darmstadt est située dans le comté de Vanderburgh, dans l’État de l’Indiana, aux États-Unis. Sa population s’élevait à 1 407 habitants lors du recensement de 2010, estimée à 1 466 habitants en 2016.

## Galerie photographique

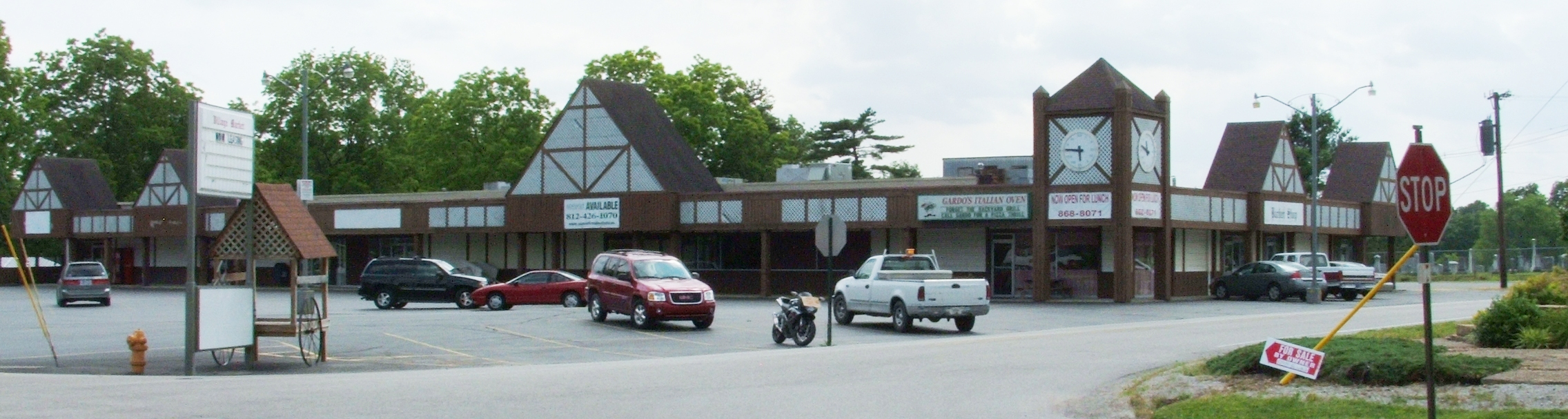
Darmstadt en 2009.
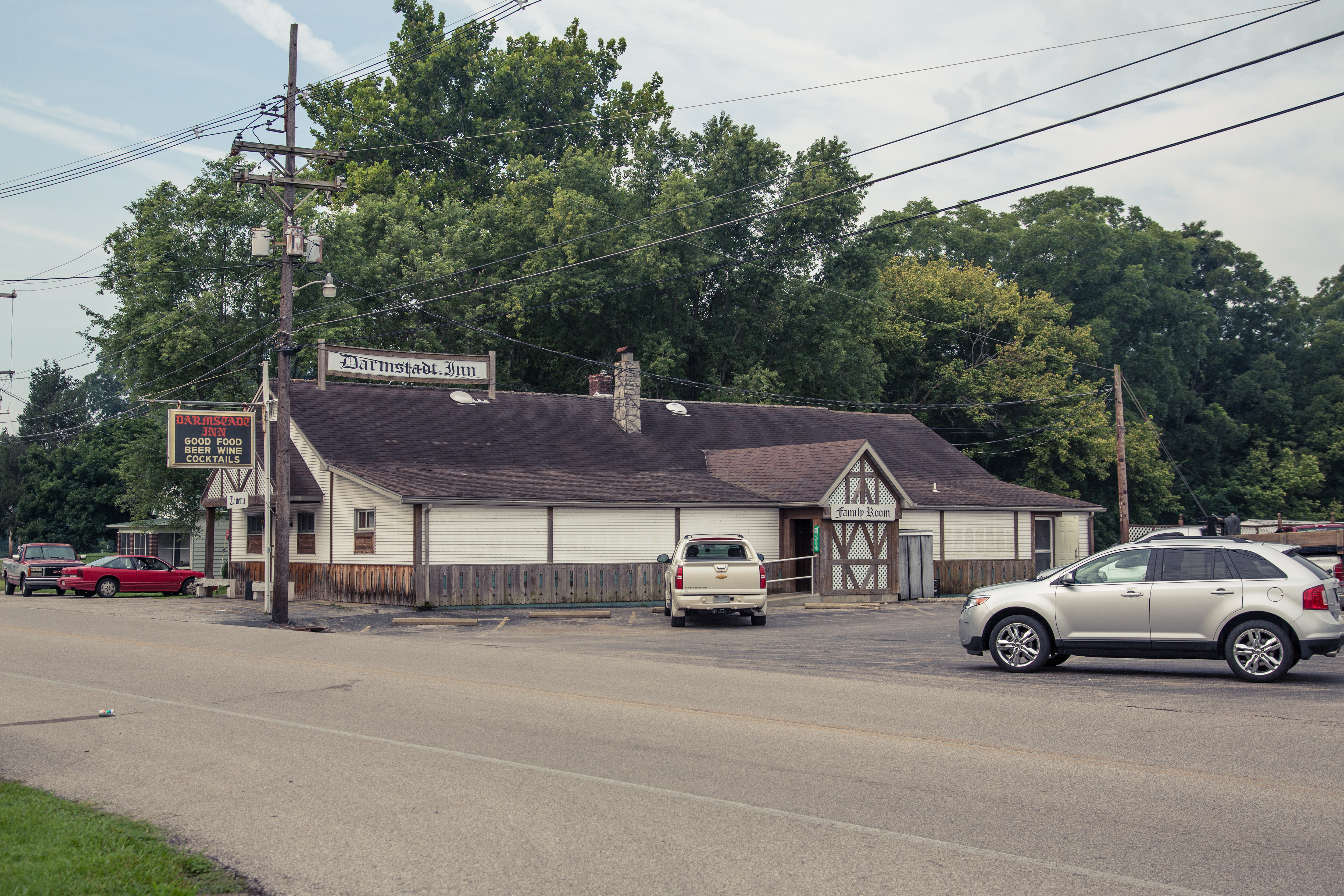
Darmstadt en 2016.

## Source
- (en) Cet article est partiellement ou en totalité issu de l’article de Wikipédia en anglais intitulé « Darmstadt, Indiana » (voir la liste des auteurs).